# Остров Восточный
Остров Восточный — принадлежащий России остров на архипелаге Острова Гейберга в Карском море. Административно относятся к Красноярскому краю. На востоке от острова находится пролив Вилькицкого. Входит в Большой Арктический заповедник.
В 1940 году на острове была создана одноимённая советская полярная станция для навигации по Северному полярному пути. С 1995 станция заброшена.